# ناحیه درامن، شهرستان لینکلن، مینه سوتا
ناحیه درامن (به انگلیسی: Drammen Township) یک منطقهٔ مسکونی در ایالات متحده آمریکا است که در شهرستان لینکلن، مینه‌سوتا واقع شده‌است.
 ناحیه درامن ۱۰۰٫۱ کیلومتر مربع مساحت و ۱۴۱ نفر جمعیت دارد و ۵۸۸ متر بالاتر از سطح دریا واقع شده‌است.